# Steindachneridion parahybae
Steindachneridion parahybae es una especie de pez de la familia Pimelodidae en el orden de los Siluriformes.

## Características
Alcanza hasta 60 cm de longitud. Entre octubre y marzo remonta los ríos para reproducirse en las partes altas.

## Hábitat
Es un pez de agua dulce y de clima tropical.

## Distribución geográfica
Se encuentran en Sudamérica, en Brasil, donde se le conoce como surubim del Paraiba.